# Kani (Giappone)
Kani è una città giapponese della prefettura di Gifu.